# Liste der Biografien/Dava
Liste der Biografien |
Portal Biografien |
Personensuche
# |
A |
B |
C |
D |
E |
F |
G |
H |
I |
J |
K |
L |
M |
N |
O |
P |
Q |
R |
S |
T |
U |
V |
W |
X |
Y |
Z |
?
 
Da |
Db |
Dc |
Dd |
De |
Dg |
Dh |
Di |
Dj |
Dk |
Dl |
Dm |
Dn |
Do |
Dq |
Dr |
Ds |
Du |
Dv |
Dw |
Dy |
Dz
 
Daa |
Dab |
Dac |
Dad |
Dae |
Daf |
Dag |
Dah |
Dai |
Daj |
Dak |
Dal |
Dam |
Dan |
Dao |
Dap |
Daq |
Dar |
Das |
Dat |
Dau |
Dav |
Daw |
Dax |
Day |
Daz
 
Dava |
Davd |
Dave |
Davi |
Davl |
Davo |
Davr |
Davs |
Davu |
Davy
Die Liste der Biografien führt alle Personen auf, die in der deutschsprachigen Wikipedia einen Artikel haben. Dieses ist eine Teilliste mit 41 Einträgen von Personen, deren Namen mit den Buchstaben „Dava“ beginnt.

## Dava

### Davaa
- Davaa, Byambasuren (* 1971), mongolische Dokumentarfilmerin und Regisseurin

### Davac
- Davachi, Sarah (* 1987), kanadische Interpretin und Komponistin elektroakustischer und minimalistischer Musik

### Davai
- Davaine, Casimir (1812–1882), französischer Arzt und Bakteriologe

### Daval
- Davala, Ümit (* 1973), türkischer Fußballspieler
- Da’Vall Grice, Charlie (* 1993), britischer Mittelstreckenläufer
- Davall, Albert (1821–1892), Schweizer Forstwissenschaftler
- Davall, Edmond der Jüngere (1793–1860), Schweizer Botaniker und Förster
- Dávalos Balkim, Balbino (1866–1951), mexikanischer Rechtsanwalt, Diplomat und Rektor der Universidad Nacional de México
- Davalos, Alexa (* 1982), französisch-amerikanische Schauspielerin und ehemaliges ModelAlexa Davalos (* 1982)

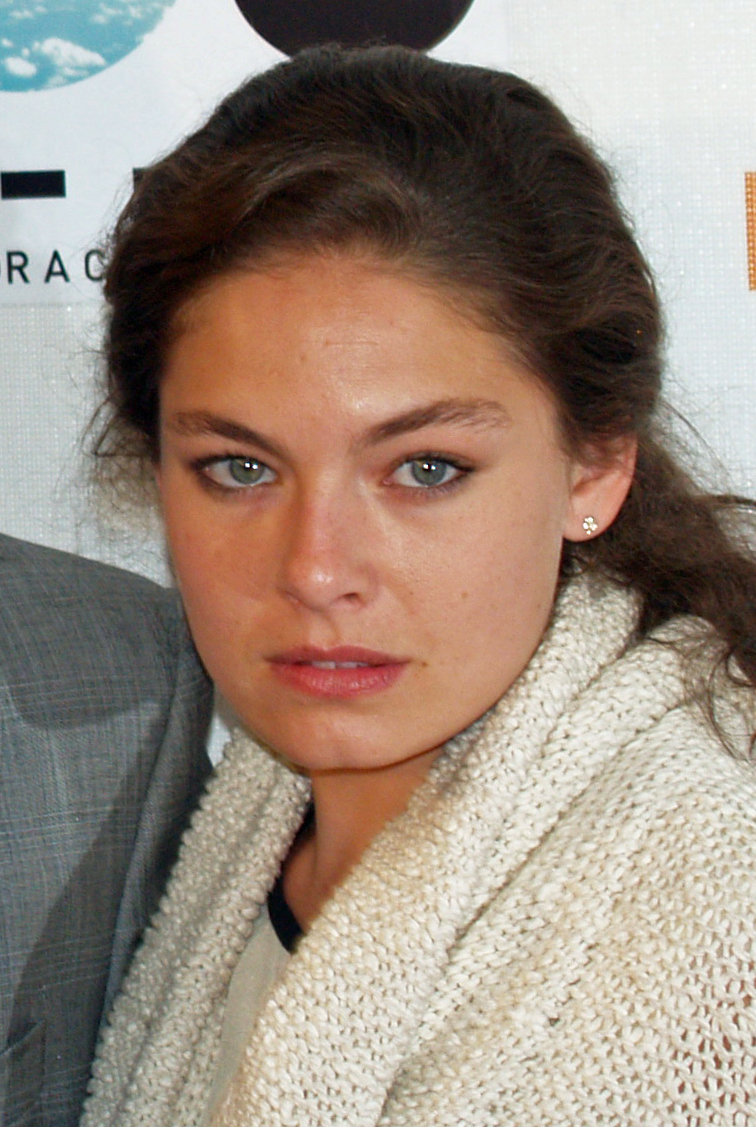
Alexa Davalos (* 1982)

- d’Avalos, Alfonso (1502–1546), italienischer Adeliger und Feldherr
- Dávalos, Camila (* 1988), kolumbianisches Fotomodel
- Davalos, Elyssa (* 1959), amerikanische Schauspielerin
- Dávalos, Fernando (* 1959), mexikanischer Fußballspieler
- Dávalos, Jaime (1921–1981), argentinischer Musiker und Schriftsteller
- Dávalos, Jorge (* 1957), mexikanischer Fußballspieler
- Dávalos, Juan Carlos (1887–1959), argentinischer Schriftsteller
- Dávalos, Mariana (* 1988), kolumbianisches Fotomodel
- Davalos, Richard (1930–2016), US-amerikanischer Schauspieler
- Dávalos, Ruiz López (1357–1428), kastilischer Konstabler
- Dávalos, Serafina (1883–1957), paraguayische Rechtsanwältin und Frauenrechtlerin

### Davam
- Davami, Abdollah, iranischer Sänger

### Davan
- Davanger, Flemming (* 1963), norwegischer Curler
- Davant, Jean-Louis (* 1935), baskisch-französischer Autor, Poet, bertsolari, pastoralari und Akademiker
- Davant, Sophie (* 1963), französische Journalistin, Fernsehmoderatorin und Schauspielerin
- Davantès, Pierre († 1561), Humanist, Altphilologe, Drucker und Komponist von Melodien des Genfer Psalters
- Davanzati, Stefano (* 1957), italienischer Schauspieler
- d’Avanzo, Bartolomeo (1811–1884), italienischer Kardinal
- Davanzo, Marco (1872–1955), italienischer Maler

### Davar
- Davar, Ali-Akbar (1888–1937), iranischer Jurist und Politiker
- Davar, Katja (* 1968), deutsch-englische Künstlerin
- Davaras, Costis (1933–2021), griechischer Archäologe
- Davari Ardakani, Reza (* 1933), iranischer Philosoph
- Davari, Daniel (* 1988), deutsch-iranischer FußballtorhüterDaniel Davari (* 1988)

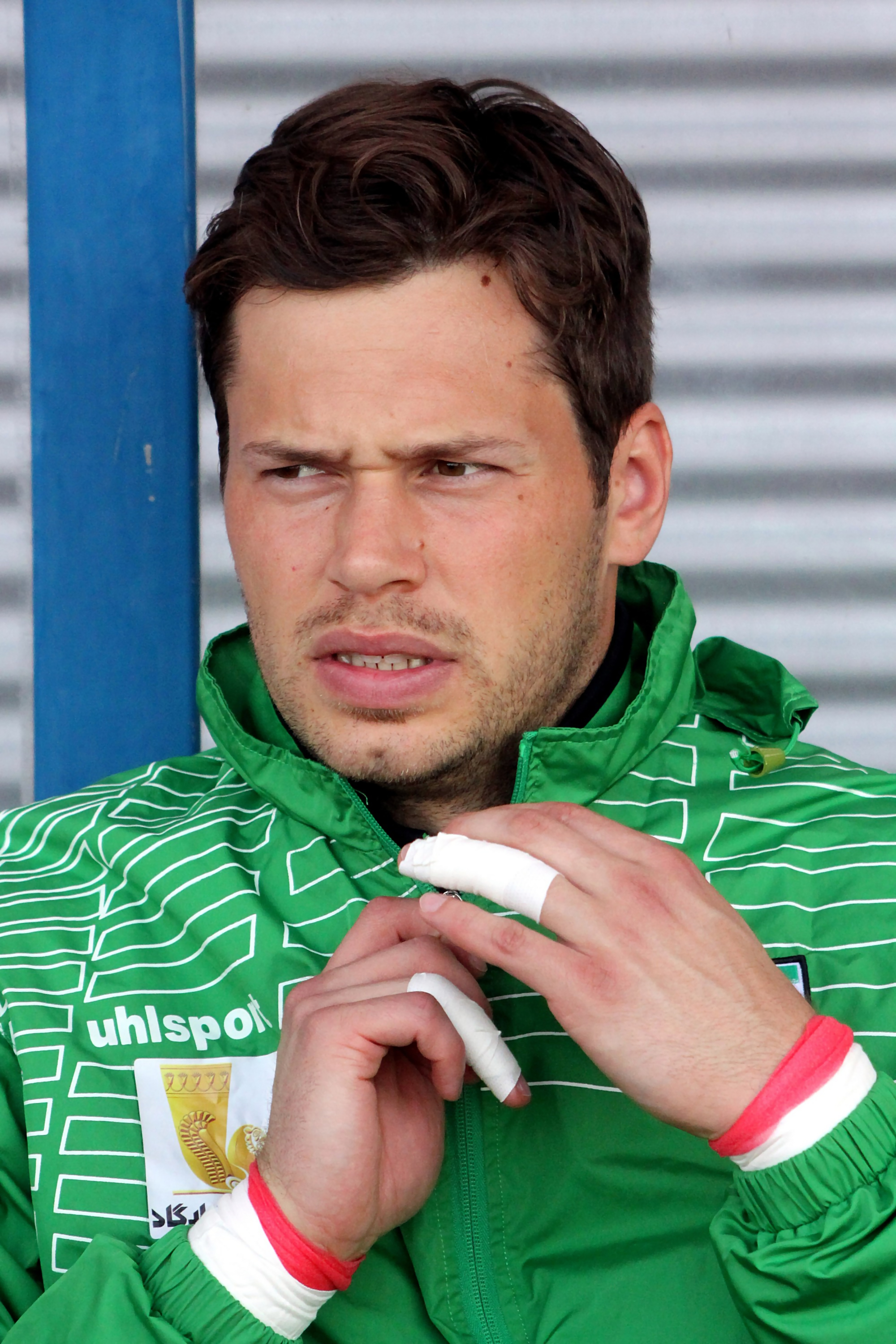
Daniel Davari (* 1988)

- Davari, Javad (* 1983), iranischer Basketballspieler
- Davari, Sahar (* 1985), iranische Grasskiläuferin
- Davari, Samin (* 1991), iranische Grasskiläuferin
- Davarpanah, Saeid (* 1987), iranischer Basketballspieler

### Davas
- Davashe, Mackay (1920–1972), südafrikanischer Jazzmusiker

### Davat
- Davatz, Barbara (* 1944), Schweizer Fotografin
- Davatz, Thomas (1815–1888), Schweizer Lehrer, Auswanderer nach Brasilien

### Davau
- Davaux, Jean-Baptiste (1742–1822), klassischer Komponist und Violinist